# 八木山橋
八木山橋（やぎやまばし）とは、宮城県仙台市青葉区川内と同市太白区長町との境界に架かっている橋である。

## 概要
青葉山と八木山の間に広瀬川支流が形成した仙台市の名所「竜ノ口渓谷」の標高差70mの断崖絶壁に橋が架かっている。区境となっている橋の中ほどより北側（青葉区側）は仙台市道青葉1342号・仙台城跡線、南側（太白区側）は仙台市道太白1号・八木山青葉山線を通す。
1931年（昭和6年）に軍用道路の吊り橋として開通した。現在の橋は1965年（昭和40年）4月に完成したもの。
太白区側から青葉城址、東北大学川内・青葉山キャンパス、宮城教育大学へのメインルートとなっており、観光客や仙台市内へ通う大学生の通学などで日中の交通量は多い。

## 近隣の施設・名所
- 青葉城址
- 竜ノ口渓谷
- 八木山ベニーランド
- 八木山動物公園
- 東北工業大学
- 東北大学川内キャンパス
- 宮城県仙台第二高等学校
- 仙台国際センター
- 青葉山公園

## アクセス
- 仙台市営バス、八木山動物公園駅から
  - [10]宮教大・青葉台行、[13]宮教大・成田山行に乗車、「仙台城跡南」下車徒歩約2分。
（かつては、橋の付近に「八木山橋」という仙台市営バスのバス停が存在したが、2015年12月6日のダイヤ改正をもって廃止された。）

- 車で
仙台国際センターより直進、交差点「仙台城址」を左折、道なりに進むと八木山橋である。